# 糖酵解振子
糖酵解振子(glycolytic oscillator)又称塞尔科夫糖酵解模型是生物化学家塞尔科夫1968年模拟糖酵解的振动现象的非线性微分方程组
{\displaystyle {\frac {dx(t)}{dt}}=-x(t)+\alpha *y(t)+x^{2}(t)*y(t)}
{\displaystyle {\frac {dy(t)}{dt}}=\beta -\alpha *y(t)-x^{2}(t)*y(t)}
其中 x  代表 二磷酸腺苷的浓度，
y 代表 果糖-6-磷酸的浓度。

## 数值解
糖酵解振子方程没有解析解，但可用龙格－库塔法求得数值解。
α=0.02
β=0.01，0.02，0.03..........1.00

糖酵解振子中两种浓度曲线随β变化

糖酵解振子极限环随 β 的变化